# Бай-Даг (Тива)
Сільське поселення (сумон) Бай-Даг (тив.: Бай-Даг) входить до складу Ерзинського кожууну Республіки Тива Російської Федерації.

## Населення
Населення сумона станом на 1 січня року
| Рік    | 2011 | 2012 | 2013 | 2014 | 2015 |
| ------ | ---- | ---- | ---- | ---- | ---- |
| Насел. | 1268 | 1286 | 1275 | 1286 | 1302 |